# Новохалилово
Новохали́лово (баш. Яңы Хәлил) — деревня в Дуванском районе Республики Башкортостан Российской Федерации. Входит в состав Месягутовского сельсовета.

## География

### Географическое положение
Расстояние до:
- районного центра (Месягутово): 8 км,
- центра сельсовета (Месягутово): 8 км.

## Население
| 2002 | 2010 |
| ---- | ---- |
| 149  | ↗156 |